# Quảng Vinh (phường)
Quảng Vinh là một phường thuộc thành phố Sầm Sơn, tỉnh Thanh Hóa, Việt Nam.

## Địa lý
Phường Quảng Vinh nằm ở phía nam của thành phố Sầm Sơn, ven vịnh Bắc Bộ với chiều dài 3 km bờ biển, có vị trí địa lý:
- Phía đông giáp phường Trường Sơn và Biển Đông
- Phía tây giáp thành phố Thanh Hóa và xã Quảng Minh
- Phía nam giáp xã Đại Hùng
- Phía bắc giáp các phường Quảng Thọ và Quảng Châu.

Phường có diện tích 4,73 km², dân số năm 2016 là 10.300 người, mật độ dân số đạt 2.178 người/km².

## Lịch sử
Vùng đất thuộc phường Quảng Vinh ngày nay, thời Trần thuộc hương Yên Duyên. Vào đầu thế kỷ XIX thuộc tổng Giặc Thượng, huyện Quảng Xương, phủ Tĩnh Gia, nội trấn Thanh Hóa. Năm Minh Mạng thứ 2 (1821), tổng Giặc Thượng đổi thành tổng Kính Thượng, từ thời Đồng Khánh đến trước năm 1945 thuộc tổng Cung Thượng, huyện Quảng Xương, phủ Tĩnh Gia, tỉnh Thanh Hóa.
Sau năm 1945, thuộc xã Lê Viêm, huyện Quảng Xương. Năm 1948, các xã Lãnh Phiên, Bạch Đằng và Lê Viêm sáp nhập thành xã Quảng Châu. Năm 1954, một phần lãnh thổ xã Quảng Châu được tách ra để lập các xã Quảng Thọ và Quảng Vinh, tên gọi Quảng Vinh xuất hiện từ đây.
Từ ngày 15 tháng 5 năm 2015, xã Quảng Vinh chuyển về trực thuộc thị xã Sầm Sơn.
Ngày 19 tháng 4 năm 2017, Ủy ban Thường vụ Quốc hội ban hành Nghị quyết số 368/NQ-UBTVQH14. Theo đó, thành lập phường Quảng Vinh trên cơ sở toàn bộ 4,73 km² diện tích tự nhiên và 10.300 người của xã Quảng Vinh, đồng thời chuyển thị xã Sầm Sơn thành thành phố Sầm Sơn thuộc tỉnh Thanh Hóa.
Phường Quảng Vinh gồm các khu dân cư: 
- Khu dân cư Trường Lệ: trước là Kẻ Trường rồi đổi thành Trường La; đầu thế kỷ XIX là xã Trường Lộc, tổng Giặc Thượng; cuối thế kỷ XIX là xã Trường Lệ, tổng Cung Thượng; năm 1964 là hợp tác xã Thanh Minh, gồm 6 xóm là Quang, Minh, Thanh, Hùng, Hải và Sơn; năm 1981 xóm Sơn chuyển về thị xã Sầm Sơn mới thành lập.
- Khu dân cư Du Vịnh: thành lập từ thời Lý-Trần, đến thời Hồng Đức (thế kỷ XV) là sở Du Vịnh; đầu thế kỷ XIX là xã Du Vịnh (gồm thôn Du Vịnh của người Kinh và sở Du Vịnh là cư dân họ Dư, gốc Chiêm Thành), tổng Giặc Thượng; cuối thế kỷ XIX là xã Du Vịnh, tổng Cung Thượng; năm 1964 sáp nhập với làng Nho Quan thành hợp tác xã Thống Nhất.
- Khu dân cư Nho Quan: trước là làng Văn; giữa thế kỷ XVIII là làng Nho Quan; năm 1963 là hợp tác xã Đông Bắc; năm 1964 thuộc hợp tác xã Thống Nhất.

Hiện nay phường Quảng Vinh gồm có 15 khu dân cư.

## Số cán bộ đông đảo
Phường Quảng Vinh có 9.500 dân nhưng số cán bộ phường, tổ dân phố ước chừng lên tới 500 người. Thuộc diện phường loại 1 (số hộ nghèo chiếm hơn 30%) theo Nghị định 92 của Chính phủ nên Quảng Vinh có 23 cán bộ được biên chế và 22 cán bộ bán chuyên trách được nhà nước trả lương, còn cán bộ còn lại phường phải tự trả phụ cấp. Mỗi năm phường này thu ngân sách chỉ khoảng 400 triệu đồng, để chi trả cho bộ máy cán bộ khổng lồ hiện tại, vì ngân sách không có nên phường phải bắt người dân đóng góp bằng thóc.